# Louiselle
Louiselle, pseudonimo di Maria Luisa Catricalà (Vallelonga, 8 novembre 1946 – Roma, 27 aprile 2024), è stata una cantante italiana, in auge negli anni sessanta e settanta.
Usò anche altri nomi d'arte, Femina Femme e Catilina.

## Biografia
Maria Luisa Catricalà nacque l'8 novembre 1946 a Vallelonga. Dopo aver trascorso l'infanzia all'isola d'Elba, si trasferì a Roma. Venne scoperta dal paroliere Carlo Rossi, che divenne anni dopo suo marito. Fu quindi scritturata dalla casa discografica RCA Italiana e nel 1964 incise i primi dischi, partecipando inoltre al Festival delle Rose con il brano Il momento giusto.
L'anno successivo avrebbe dovuto partecipare al Festival di Sanremo in coppia con Dalida ma la RCA decise di ritirare tutti i suoi artisti in gara; il brano Ascoltami ottenne comunque un buon successo. La grande popolarità giunse qualche mese dopo grazie alla partecipazione a Un disco per l'estate con Andiamo a mietere il grano, brano che ottenne un notevole riscontro discografico.
Alla stessa manifestazione negli anni successivi la cantante presentò con buoni risultati altri brani sempre ispirati alla tradizione popolare: Il pontile (1966), La scogliera (1968), La vigna (1969). Louiselle fu poi in gara al Festival di Napoli 1970 dove raggiunse la finale con i brani Quanno sponta primmavera e Funtanella, eseguiti in abbinamento con Nunzio Gallo e Mario Da Vinci.
Durante tutti gli anni settanta incise regolarmente dischi senza però ripetere il successo del decennio precedente; discreti risultati ottennero comunque i singoli Forse bello non sarai (1974), Grande sei tu (in gara a Un disco per l'estate 1975) e l'album 40 minuti d'amore (1973), che risentì della censura imposta dalla Rai a causa dei testi considerati troppo "audaci".
Nel 1992 incise l'album Spaghetti Country. Nel 2004 fu autrice del testo di Nando, successo di Teo Mammucari.
Nell'ottobre 2008 e nel dicembre 2010 partecipò alla trasmissione televisiva I migliori anni, condotta da Carlo Conti.
Il 26 settembre 2010 fu una delle identità nascoste nel gioco I Soliti Ignoti, condotto da Fabrizio Frizzi.
Morì a Roma il 27 aprile 2024 all'età di 77 anni.

## Vita privata
Fu sposata con Carlo Rossi, di cui rimase vedova nel 1989. La coppia ebbe un figlio, Carlo Brenno.

## Discografia

### Album in studio
- 1968 - Louiselle (Parade, FPRS-318, LP)
- 1971 - Louiselle (Produttori Associati, PA/LP 36, LP)
- 1972 - Louiselle (Erre Records, ZX8RR 50003, Stereo8)
- 1973 - 40 minuti d'amore (Erre, RRL 2010, LP)
- 1974 - Ispirazioni (Erre, RRL 2018, LP)
- 1987 - Amore & folklore (Golden Sound, LP 031, LP)
- 1992 - Spaghetti country (Alpharecord, AR 3195, CD)

### Raccolte
- 1974 - Louisfolk (Erre, RRL 2016, LP)
- 1991 - Andiamo a mietere il grano anni 60 (Alpharecord FNT 4141 - Musicassetta)
- 1991 - La balera - Anni 60 (Alpharecord FNT 4142 - Musicassetta)
- 1993 - I grandi successi (Alpharecord, CD AR. FNT 7132 CD)
- 1996 - Il meglio (D.V. More, CD)
- 1997 - Gli anni d'oro (RCA Italiana, CD)
- 1976 - I miei grandi successi (Erre, RRL 53002, LP)
- 2003 - I grandi successi originali (Flashbacks, RCA Italiana, CD)
- 2004 - Da andiamo a mietere il grano a anvedi come balla Nando (D.V. More, CD)

### Singoli
- 1964 - Quello che c'è tra me e te/Anche se mi fai paura (ARC AN 4010)
- 1964 - Il momento giusto/Forse un giorno (ARC AN 4025)
- 1965 - Ascoltami/Mia, è colpa mia (ARC AN 4035)
- 1965 - Andiamo a mietere il grano/Anche tu (ARC AN 4039)
- 1965 - La mia vita/Sorridono (ARC AN 4061)
- 1966 - Il pontile/È triste doverti lasciare (ARC AN 4078)
- 1966 - Ci sono due/Come è bello (ARC AN 4092)
- 1966 - Cammelli e scorpioni/Oggi che non ho te (ARC, AN 4102)
- 1967 - Uoh, mamma'/La casa in riva al fiume (Parade, PRC 5032)
- 1967 - Il cacciatore/Da un minuto (Parade, PRC 5045)
- 1968 - La scogliera/Perdonami (Parade, PRC 5056)
- 1968 - Nel cuore mio/La formica (Parade, PRC 5060)
- 1968 - Ancora no/Il vizio (Parade, PRC 5067)
- 1969 - La vigna/Occhi castani (Parade, PRC 5076)
- 1969 - Stringimi/La legge di compensazione (Parade, PRC 5083)
- 1970 - La recluta/L'isola d'Elba (Liberty, LIB 9064)
- 1970 - Quanno sponta primmavera/Fontanella (Liberty, LIB 9081)
- 1971 - Domani è festa/Senza le scarpe (Produttori Associati, PA 3188)
- 1971 - Kyrie eleison/Dovrò lasciarti (Erre, ZR 50226)
- 1972 - Se qui non cambia vento/Due ore d'amore (Erre, ZR 50227)
- 1974 - Grattacieli di farfalle/La tua strega (Erre RR 3067)
- 1974 - Forse bello non sarai/Se qui non cambia vento (Erre, RR 3071)
- 1975 - Grande sei tu/Teatro (Erre, RR 3078)
- 1976 - Se qui non cambia vento/Lo spazio dell'anima (Erre, RRN 13002)
- 1976 - La balera/L'uomo com'è strano (Erre, RRN 13005)
- 1979 - La mosca/Delirio (Papaya, PA 8002)
- 1980 - Eva non voleva/Jean (Papaya, PA 8004)
- 1980 - La mandola (Papaya, PA 8016)
- 1980 - Ascolì Ascolà/Se qui non cambia vento (Futura, FT 5001)
- 1980 - Jean/Jean (strumentale) (Futura, FT 5002) con lo pseudonimo Femina Femme
- 1981 - Scorpion/Madamigella mia (ARC, ZBAC 7206)
- 1981 - Forza Roma daje lupa/Forza Roma daje lupa, con lo pseudonimo Catilina (Dischi D´Eros - AC2323)